# Cupidopsis
Cupidopsis is een geslacht van vlinders van de familie van de Lycaenidae, uit de onderfamilie van de Polyommatinae. De wetenschappelijke naam en de beschrijving van dit geslacht zijn voor het eerst gepubliceerd in 1895 door Ferdinand Karsch. De soorten binnen dit geslacht komen voor in tropisch Afrika.

## Soorten
- C. cissus (Godart, [1824])
- C. jobates (Hopffer, 1855)